# Egbert-Jan Weeber
Egbert-Jan Weeber (Groningen, 18 juni 1981) is een Nederlands acteur.

## Biografie
Egbert-Jan Weeber groeide op in Haren waar hij al op vroege leeftijd toneellessen volgde in het plaatselijke Centrum voor Kunst en Cultuur. Toen hij op 14-jarige leeftijd in de Stadsschouwburg van Groningen een voorstelling zag van de Vooropleiding Theater (De Noorderlingen) besloot hij zich direct aan te melden bij het gezelschap. In zijn lichting zaten onder anderen Joris Smit en Dragan Bakema.

## Werk als acteur
In 2000 was Weeber voor het eerst te zien in de BNN-serie Finals. Een jaar later kreeg hij zijn eerste hoofdrol in de televisiefilm Uitgesloten, over een jongen die wordt "uitgesloten" van de Jehova's Getuigen. Hij werd voor deze rol genomineerd voor een Gouden Kalf. Twee jaar later speelde Weeber met Katja Schuurman in Oesters van Nam Kee. Zijn rol in de film Van God Los uit 2003, leverde hem wederom een Gouden Kalfnominatie op.
Bijrollen had Weeber in de tv-series Baantjer (1995) en Finals (2000) en in de film Anderland (2003) onder regie van Arne Toonen. In 2008 had hij in de films Het Huis Anubis en Anubis en het pad der 7 zonden een bijrol als Graaf Rohan.
In 2012 speelde Weeber in de televisieserie Moeder, ik wil bij de Revue van Omroep MAX. In de historische film Michiel de Ruyter (2015), met onder anderen Frank Lammers en Charles Dance, had hij de rol van prins Willem III van Oranje. In 2016 speelde Weeber in de met de MovieZone NFF Award bekroonde film If the sun Explodes. Ook speelde hij in 2015 in Bagels & Bubbles als Rick van Langeveld. 
In 2018 speelde hij de rol van Bonifatius in de minder succesvolle film Redbad.
Na een pauze in verband met de Coronaperiode speelde hij in 2022 naast Linda de Mol de hoofdrol in de misdaadserie Diepe Gronden. In hetzelfde jaar was hij Bastiaan in Toen ik je zag, naar het gelijknamige boek van Isa Hoes over haar leven met Antonie Kamerling.

## Deejay

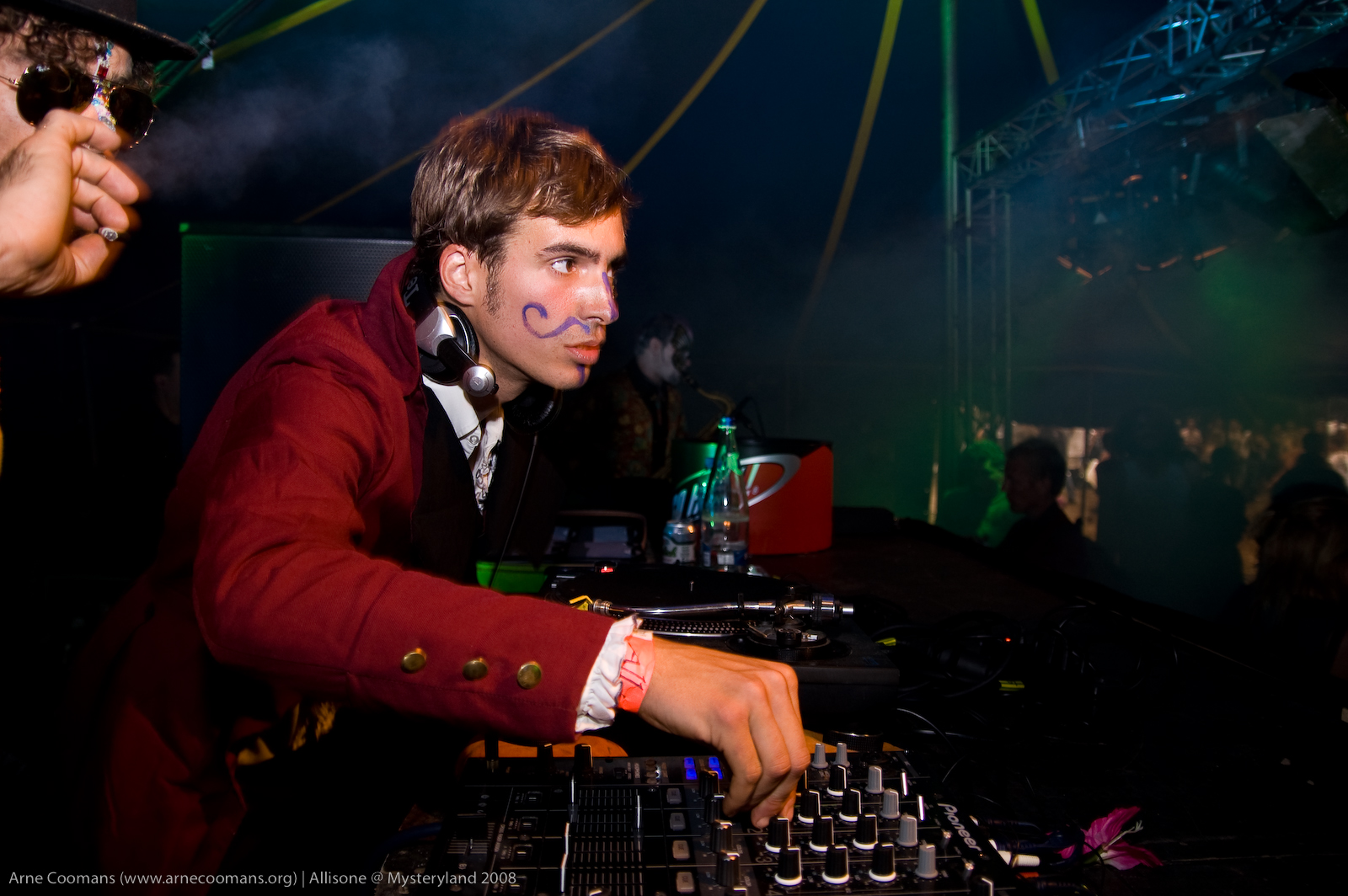
Weeber in 2008 op Mysteryland

Weeber treedt sinds zijn zestiende regelmatig als dj op tijdens festivals. Hij draaide onder meer op Mysteryland en het Amsterdam Dance Event. In 2005 presenteerde Weeber het radioprogramma Spam op 3FM.

## Filmografie
- De jackpot, als Maurice (2024)
- Only you als Arthur (2023)
- Toen ik je zag, als Bastiaan (2023)
- Ome Cor, als sociaal werker (2022)
- Diepe Gronden, als Timon de Zwart (2022)
- De piraten van hiernaast, als Hector Donderbus (2020)
- Commando's, als Mark Passchaert (2020)
- Taal is zeg maar echt mijn ding, als Timo (2018)
- Bella Donna's, als Niels (2017)
- Dikkertje Dap, als David Dap (2017)
- April (VR) by Purple Pill (2017)
- Storm: Letters van Vuur, als Jacob Proost (2017)
- If the sun explodes (film), als Philip (2016)
- Hoe het zo kwam dat de glazenwasser hoogtevrees kreeg, als Alfred (2016)
- Brasserie Valentijn, als Frank (2016)
- Michiel de Ruyter, als Willem III van Oranje (2015)
- Telefilm Sunny side up (BNN 2015)
- Bagels & Bubbels (2015)[4]
- Wonderbroeders (2014)
- Hartenstraat, als Rein (2014)
- Assepoester: Een Modern Sprookje, als prins Lodewijk (2014)
- Bloedverwanten (2013)
- Brammetje Baas, als meester Mark (2012)
- Moeder, ik wil bij de Revue, als Bob Somers (2012)
- Feuten, als journalist Jurg van Ginkel (2012)
- Seinpost Den Haag, als rechercheur Maik Hofman (2011)
- Blijf!, als Chris (2011)
- Kijk, als kankerpatiënt (2010) (Onderdeel van BNN-programma - Dennis en Valerio vs. De Rest)
- Sint, als Frank (2010)
- De Troon, als Willem der Nederlanden (2010)
- Het leven uit een dag, als Vincent (2009)
- De hoofdprijs, als Tommy Vervoort (2009)
- Verborgen Gebreken, als Bram Bakker (2009)
- Bollywood Hero, als Nick (2009)
- Flikken Maastricht, als Mark Huidekoper (2008, afl. 'Pillen')
- Anubis en het pad der 7 zonden, als graaf Rohan (2008)
- Alibi, als Sander (2008)
- Vivere, als Snickers (2007, Duitse productie)
- Eilandgasten, als Walter (2006)
- Flirt, als Lex (2005)
- Snowfever, als Erik (2004)
- Brother Bear, stem van Kenai (2003)
- Kees de Jongen, als Kees als 24-jarige (2003)
- Van God Los, als Stan Meijer (2003)
- Perspectiefcorrectie, als Nick (2003)
- Oesters van Nam Kee, als Berry (2002)
- Achttien, als Koen (2002)
- Polonaise, als Barry (2002)
- Dunya & Desie, als Bob (2002, afl. 'Dood en de jongen')
- Necrocam, als Xeno (2001)
- Uitgesloten, als Jonathan (2001)
- Finals, als Patrick (2000 - 2002)